# Lex Claudia de nave senatorum

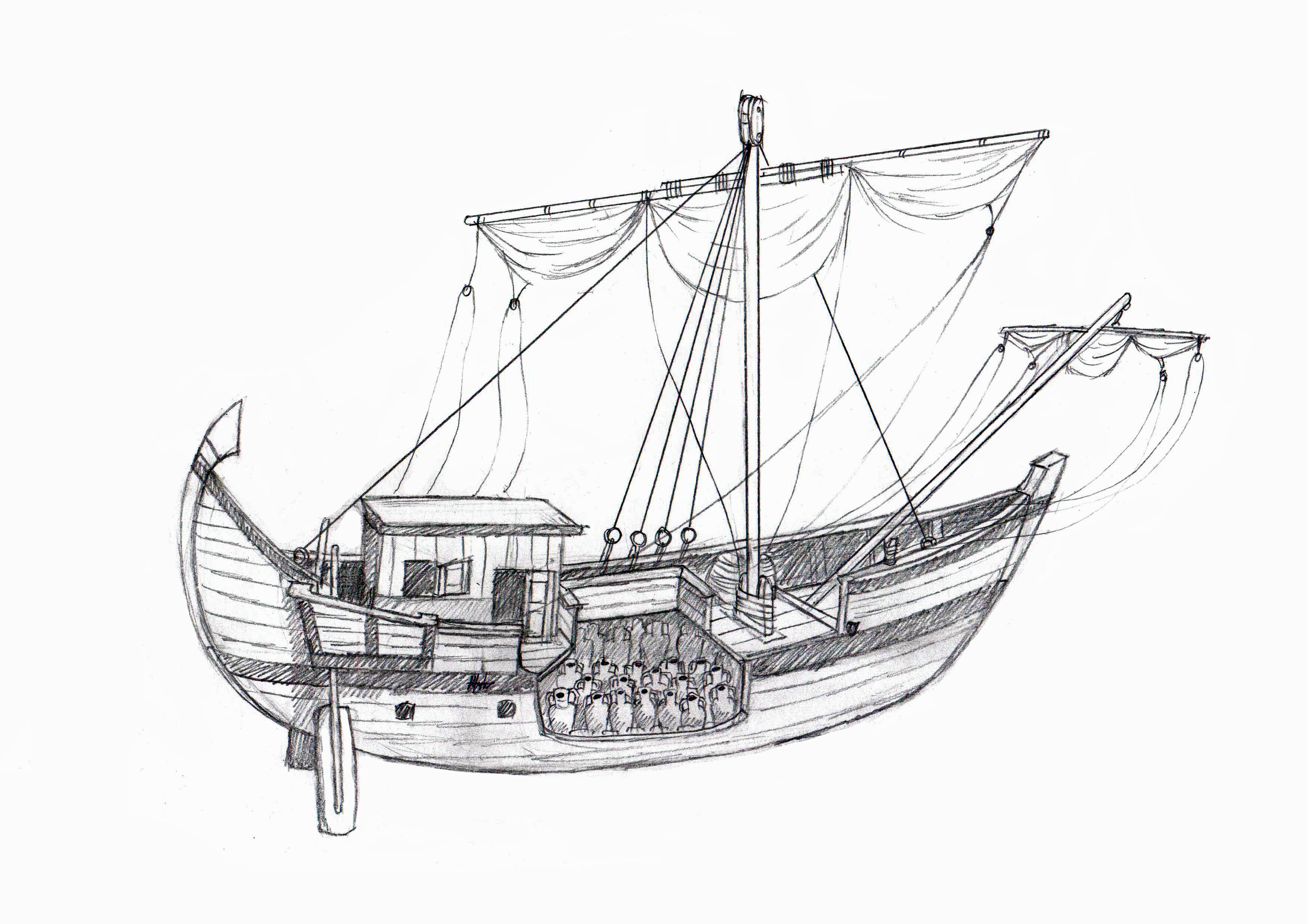
Hypothetische Darstellung eines römischen Handelsschiff, welches Amphoren transportiert

Die lex Claudia de nave senatorum war ein umstrittenes Gesetz der Römischen Republik und kann als Vorläufer der Repetundengesetzgebung angesehen werden. Sie wurde im Jahre 218 v. Chr. als Plebiszit durch den Volkstribun Quintus Claudius gegen den Widerstand des Senats erlassen.
Sie bestimmte, dass kein Senator oder auch Sohn eines Senators ein Seeschiff von mehr als 300 Amphoren Fassungsvermögen besitzen durfte. Bei dieser Größe wurde befürchtet, dass ungeregelt Fruchtbestände aus den Landgütern abtransportiert würden. Jede Art von Gewinnstreben hielt man bei Senatoren überdies für nicht geziemend.
Ziel und Reichweite dieser lex Claudia sind in der Forschung umstritten. Das Gesetz, das sich nur in den Aufzeichnungen bei Livius findet, verbot Senatoren den Handel, soweit er in keiner Beziehung zur eigenen Landwirtschaft stand. Im Zentrum des Gesetzes standen wohl politische Erwägungen, nämlich die Nobilität über eine wirtschaftliche Konformität an die traditionellen, agrarischen Werte zu binden und sie damit von den Veränderungen, die sich am Ende des 3. Jahrhunderts durch Roms außenpolitische Erfolge abzeichneten, abzuschirmen. Das Gesetz forderte ein Festhalten am mos maiorum. Dieser Begriff, der mit „Sitte der Vorfahren“ nur unzureichend übersetzt wird, wurde seit dem 2. Jahrhundert immer mehr zur Umschreibung eines nahezu unerreichbaren Ideals und als politischer Kampfbegriff benutzt. Der praktische Nutzen des Gesetzes scheint hingegen begrenzt gewesen zu sein. Offenbar umgingen viele Senatoren – so bereits Cato der Ältere, der als Inbegriff eines Verfechters traditioneller Werte galt – die Regelungen der lex Claudia recht früh schon, indem sie die Geschäfte über Strohmänner abwickeln ließen.
Quintus Claudius wurde laut Livius nur von einem einzigen, allerdings sehr mächtigen Senator unterstützt, nämlich von Gaius Flaminius, der sich offenbar seinen Standesgenossen widersetzte und sich auf seine Popularität beim Volk stützte. Die Unterstützung des Gesetzes verhalf ihm aufgrund seiner Popularität 217 v. Chr. zum zweiten Konsulat. Trifft die Darstellung des Livius zu, so kann man Flaminius aufgrund dieses Verhaltens wohl als einen Vorläufer der popularen Politiker der späten Republik betrachten.

## Quelle
Livius: ab urbe condita, Buch 21, 63

## Belege
1. ↑  Livius 21, 63, 3-4.
2. ↑  Max Kaser: Römische Rechtsgeschichte. 2. neubearbeitete Auflage. Verlag Vandenhoeck & Ruprecht, Göttingen 1976, ISBN 3-525-18102-7, § 11 Der Senat, S. 53.
3. 1 2  Michael Crawford: Die römische Republik. dtv, München 1983 (dtv-Geschichte der Antike), ISBN 3-423-04403-9, Die Opposition, S. 65–66; engl. Originalausgabe: Michael Crawford: The Roman Republic. Collins & Sons, 1976 (Fontana History Of The Ancient World).